# Macrolabis hieraciflorae
Macrolabis hieraciflorae är en tvåvingeart som beskrevs av Fedotova 2004. Macrolabis hieraciflorae ingår i släktet Macrolabis och familjen gallmyggor. Inga underarter finns listade i Catalogue of Life.